# Onthophilus melampus
Onthophilus melampus är en skalbaggsart som beskrevs av Reichardt 1933. Onthophilus melampus ingår i släktet Onthophilus och familjen stumpbaggar. Inga underarter finns listade i Catalogue of Life.